# Гешев, Никола
Никола Христов Гешев (болг. Никола Христов Гешев; 13 апреля 1896, София — ?) — болгарский полицейский межвоенного периода, руководитель системы политического сыска. В 1940-х возглавлял департамент «А» службы государственной безопасности, курировал борьбу с коммунистическим подпольем. Сформировал разветвлённую сеть агентуры, позволявшую осуществлять политический контроль над оппозицией. Явился создателем оперативных и организационных технологий, применяемых болгарскими спецслужбами практически до нынешнего времени. Безвестно исчез в 1944 году.

## Марксистская молодость
Родился в семье нотариуса Христо Гешева и учительницы Райны Маноловой. Был одноклассником Станислава Балана (будущий секретарь царя Бориса III) и Трайчо Костова (секретарь ЦК БКП, репрессированный и повешенный в 1949).
В молодости Никола Гешев придерживался марксистско-социалистических взглядов. В 1924 принимал участие в церемонии похорон Димитра Благоева, нёс гроб вместе с Вылко Червенковым.

## Полицейская служба
В 1921—1922 Гешев побывал в Италии, где проникся идеями фашизма. В 1925 поступил на службу в полицию. Специализировался на политическом сыске. Служил в департаменте А службы безопасности Дирекции полиции. внедрил в БКП оперативную сеть, включавшую членов ЦК. Существуют предположения, что агентами Гешева являлись Трайчо Костов, Мирчо Спасов, Милко Балев, даже Тодор Живков. Наиболее эффективным методом Гешева являлась вербовка при аресте.
В 1943 Никола Гешев руководил ликвидацией вооружённого коммунистического подполья, совершившего ряд диверсий, нападений и убийств видных деятелей царского режима, фашистских и прогерманских политиков.

## «Он переиграл нас»
Представитель НРБ при ООН Иван-Асен Георгиев (сотрудничавший с ЦРУ) называл Гешева «восхитительной легендой».

Он полностью переиграл нас до и после 9 сентября 1944 года. В годы подполья Гешев знал о нас всё. В этот блестящий период его карьеры по коммунистической партии были нанесены сокрушительные удары… Гешев внедрил к нам армию агентов-провокаторов. На каждую акцию «тихого фронта» он отвечал двумя или тремя. Мы обнаружили и уничтожили только двоих из его агентов. Где сегодня остальные? Не в руководстве ли партии и государства?

Иван-Асен Георгиев, 1963 год

В 1964 Георгиев был арестован и расстрелян по обвинению в шпионаже.
Подозрения, связанные с работой на Гешева, сохранялись в отношении Живкова до конца его жизни.

## Кумир националистов
Одной из характерных черт Николы Гешева была профессиональная честность и некоррумпированность. Современные болгарские националисты ставят его в пример, рассказывая об отказе Гешева принять деньги от одного из богатейших людей Болгарии — табачного магната Жака Асеова.

## Сохранение оперативных схем
Судьба Николы Гешева достоверно неизвестна. Официально в НРБ считалось, что Гешев был убит 9 сентября 1944 в Свиленграде при попытке бежать в Турцию. Другое предположение — убит в тот же день в Пловдиве.
Согласно другим версиям, Гешев сумел добраться до Турции, где жил до глубокой старости. Допускается также, что он бежал в Германию и жил инкогнито в Мюнхене. Некоторые авторы считают, что Гешев успел сдаться американским или британским спецслужбам и активно помогал им в работе на протяжении следующих десятилетий. Наиболее «экзотическая» версия: вошёл в контакт с советскими спецслужбами, перебрался в Москву и преподавал в Высшей школе КГБ. Эмануил Гешев-младший, племянник Николы Гешева, утверждает, будто его дядя был жив по крайней мере до 1984.
Оперативные методы и организационные технологии Николы Гешева были взяты на вооружение органами госбезопасности НРБ. Это позволяло эффективно подавлять и контролировать оппозиционное и диссидентское движение в 1950—1980-х годах. После падения режима БКП в 1989—1990 госбезопасность в основном сохранила контроль над политической системой Болгарии, благодаря инфильтрации агентуры во все значимые политические структуры. В этой связи периодически всплывает имя Гешева как создателя схем властного контроля спецслужб.

И через 50 лет я буду управлять Болгарией.

Никола Гешев

## Семья и личная жизнь
Никола Гешев имел трёх сестёр и двух братьев. Его старший брат Эмануил — основатель софийского футбольного клуба «Славия». Младший брат Георгий — четырёхкратный чемпион Болгарии по шахматам (шахматами увлекался и Никола Гешев). Младшая сестра Елена — жена русского белогвардейца, обладательница титула «Мисс Болгария 1939» — посвятила жизнь уходу за психически больной сестрой Стефанией.
Елена, Стефания, старшая сестра Бонка преследовались в НРБ, длительное время были интернированы в Тырново. После возвращения в Софию Елена Гешева завещала семейный дом Болгарской шахматной федерации.
Большую часть жизни Никола Гешев прожил холостяком. В 1936 он вступил в связь с сотрудницей полиции Веселиной Добревой, которая стала его напарником и ближайшим соратником. Официально Гешев оформил отношения с Добревой в мае 1944, за несколько месяцев до своего исчезновения.

## В болгарском кино
- Никола Гешев — герой военно-исторического сериала «Один среди волков[болг.]», посвященного деятельности работавшей на СССР во время Второй мировой войны разведгруппы, возглавляемой Александром Пеевым.

Сериал демонстрировался на Центральном телевидении СССР в сентябре 1981 года и в августе 1984 года.
Исполнитель роли Николы Гешева — Георги Георгиев-Гец.
- Никола Гешев — прототип полковника царской полиции Велинского из героико-приключенческого телесериала «На каждом километре» и в его продолжении «На каждом километре II».

Первая часть сериала демонстрировалась на Центральном телевидении СССР в сентябре 1970 года и в январе 1972 года, вторая — в сентябре 1974 года.
Исполнитель роли Георги Черкелов.
- Рядом черт, напоминающих Николу Гешева, обладает персонаж военно-приключенческого телесериала «Гореть, чтобы светить[болг.]» — начальник полиции генерал Данев.

Исполнителем роли также является Георги Черкелов.